# احمد عصمان
احمد عصمان (عربی: أحمد عصمان؛ زادهٔ ۳ ژانویهٔ ۱۹۳۰) یک سیاست‌مدار اهل مراکش است. وی از ۲ نوامبر ۱۹۷۲ تا ۲۲ مارس ۱۹۷۹ نخست‌وزیر این کشور بود.